# 红色娘子军

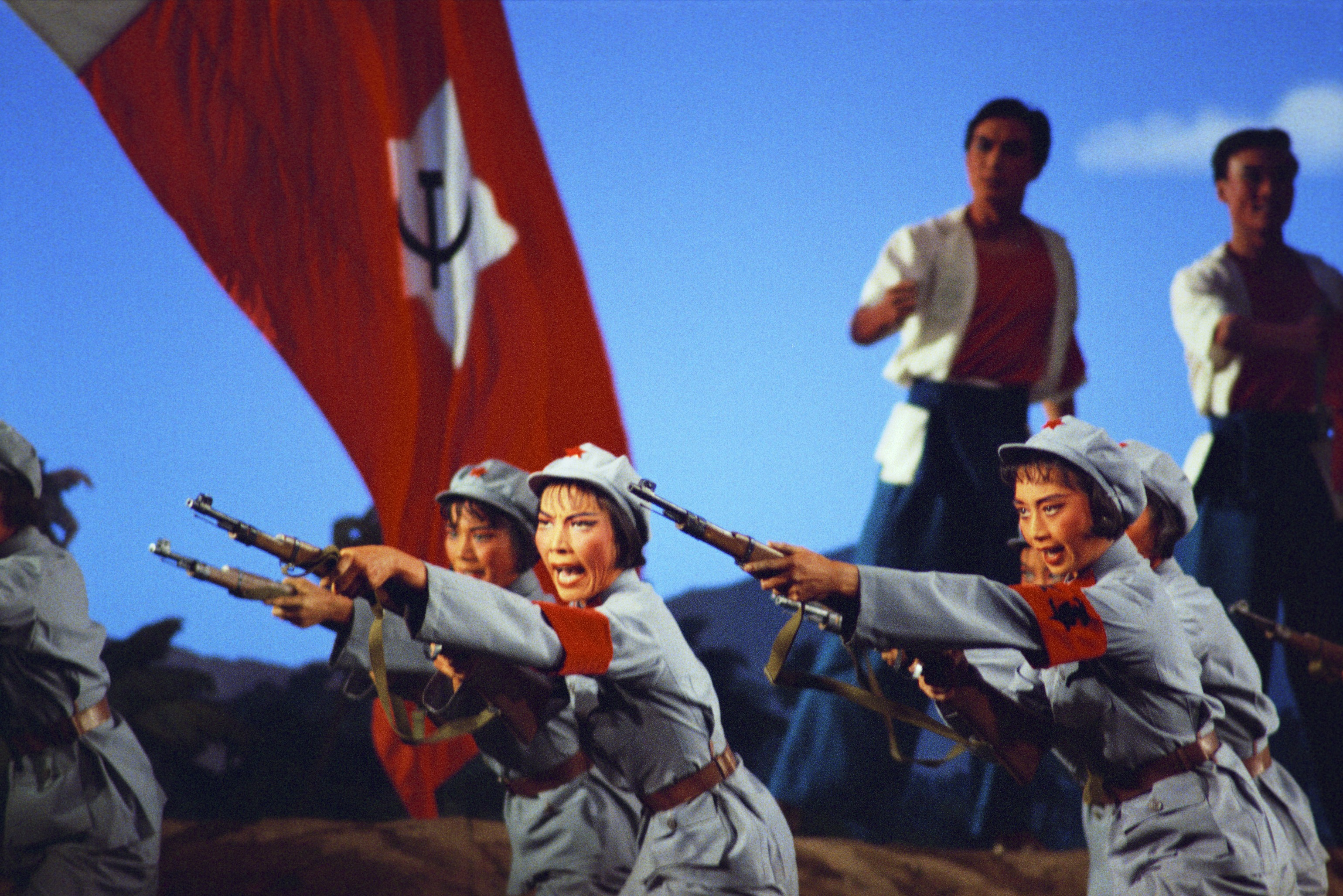
1972年由中央芭蕾舞團對紅色娘子軍進行再次表演詮釋的一幕

《红色娘子军》是20世纪的一个著名剧目。原剧本由中国人民解放军创作员梁信于1958年创作。1962年拍摄的电影《红色娘子军》获得巨大成功。1964年改编成芭蕾舞剧，该剧在文化大革命期间被列为样板戏之一。1972年又改编成京剧。芭蕾舞剧和电影普及最广。美國總統在1972年2月訪華時，曾經欣賞此芭蕾舞劇。

## 历史背景

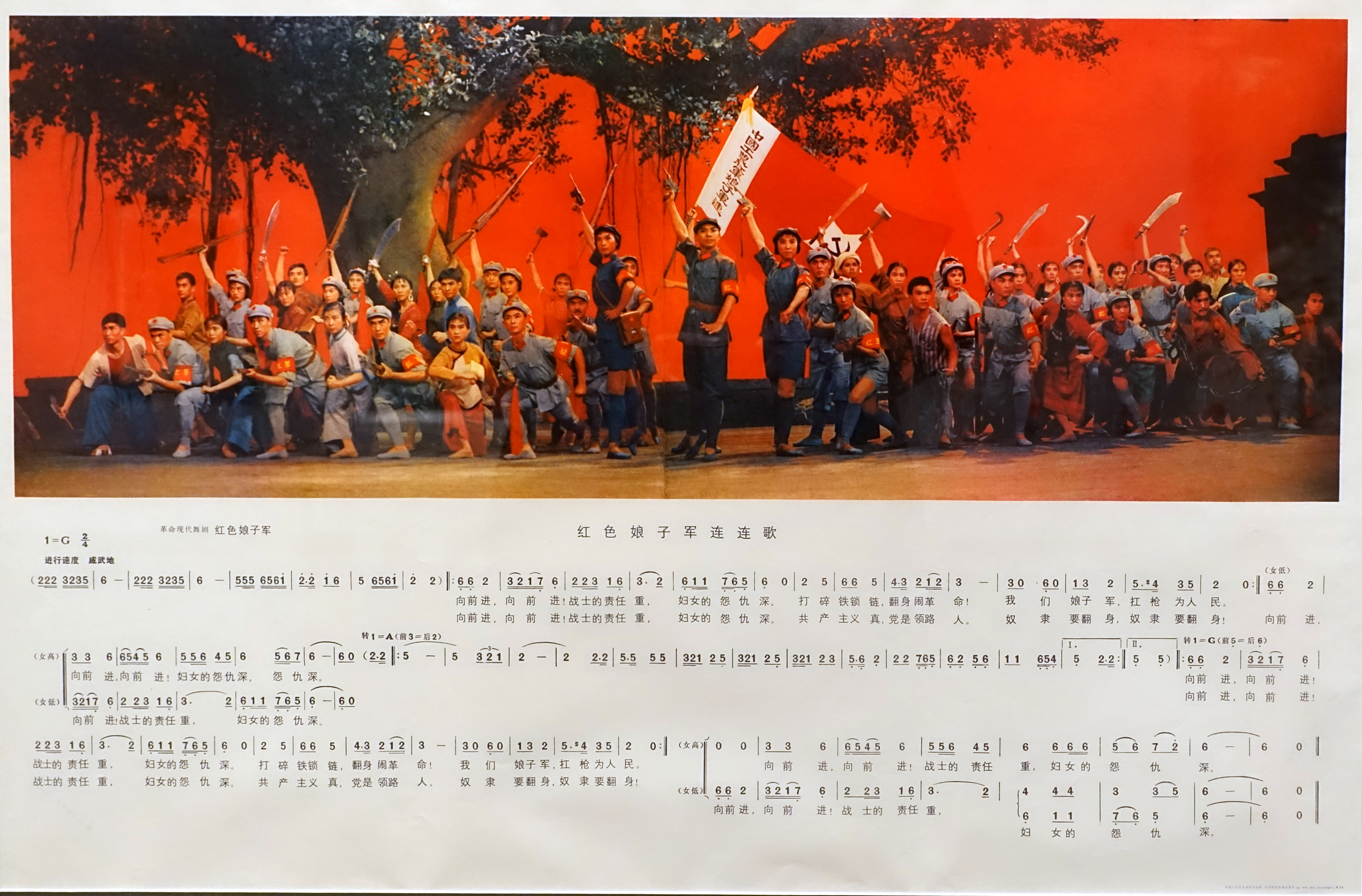
红色娘子军歌譜

1931年，在海南岛，中国共产党领导的琼崖纵队中国工农红军第二独立师女子军特务连成立，屡立战功。1933年其领导人先后被捕。1936年西安事变之后蒋介石大赦被关押的共产党人，这些人被释放。之后她们有的在抗日战争中牺牲，有的出狱后嫁给国民党军人，在文革中受到冲击。1976年之后幸存的都得到平反，有的还得到江泽民的接见。2014年4月19日，最后一位红色娘子军战士卢业香在海南省琼海市病逝，享年99岁（虚龄100岁）。

## 类似作品与剧本作者
1957年8月，刊出广州军区刘文韶撰写的报告文学《红色娘子军》。1958年，为庆祝建国十周年，广东方面组织创作琼剧《红色娘子军》。由海南军区的吴之担任创作组负责人。1959年4月，开始在广东省演出。吴之在相关报道中，称自己曾参与电影《红色娘子军》剧本创作，提供文字材料，“电影的材料是从琼剧来的，但情节不完全一样......梁信是广州军区话剧团的创作员，我邀梁信和我一起合作搞剧本。当时所有的文字材料都是我提供的，包括琼剧的提纲；多数情节也都是按照琼剧的情节编排的，只有少量改动。”

## 剧本创作、改编
中南军区专业创作员梁信于1958年在海南体验生活时，参考过去军史写的一个剧本，原名《琼岛英雄花》。当时按规定涉及军队的剧本必须通过八一电影制片厂的审核。但八一厂并未接受梁的剧本。梁将剧本投向其他电影制片厂。后被上海天马电影制片厂导演谢晋看中，改名《红色娘子军》，由上海天马电影制片厂拍成电影。当时尚是学生的祝希娟，以及八一电影制片厂的演员王心刚，北京电影制片厂的演员陈强、天马电影制片厂的向梅等在影片中扮演主要角色，作曲者黄准。此片公演后，大获成功，获得第一届百花奖最佳影片，同时祝希娟因此片获得百花奖最佳女主角，陈强则因此片获得百花奖最佳男配角。
1964年9月26日，中央芭蕾舞团的芭蕾舞《红色娘子军》在北京天桥剧场首演，作曲吴祖强，演员刘庆棠、白淑湘。同年，中国京剧院四团首演由田汉改编的京剧版《红色娘子军》。1965年江青对芭蕾舞《红色娘子军》进行了具体改动：女主角吴琼花改名吴清华，全剧主角改成洪常青，并改动了一些乐曲和舞蹈。1970年舞台艺术电影《现代芭蕾舞剧红色娘子军》全国放映。1972年，由杜近芳、冯志孝等人主演的京剧样板戏版电影《红色娘子军》公映。

## 故事情节
1930年代，海南岛万泉河一带椰林寨，恶霸地主南霸天作威作福，其婢女吴琼花（芭蕾舞剧吴清华）不堪欺压，在多次出逃未遂后终于成功逃入密林。在假扮南洋侨商的共产党员洪常青指引下，吴琼花参加了由女战士组成的红色娘子军，洪常青是娘子军的党代表。一次行动中由于吴急于报仇行动草率，造成南霸天的逃走和自己人的损失。在血的教训中吴明白了参军不是为了报私仇，而是为解放穷苦大众的道理。一次战斗中，洪常青被南霸天俘虏杀害。琼花带领娘子军，配合主力部队攻入椰林寨，消灭了南霸天地主武装。琼花也成了新的娘子军连连长。

## 芭蕾舞剧

### 主要乐段
序  幕：满腔仇恨，冲出虎口
- 二难友舞蹈

第一场：常青指路，奔向红区
- 清华独舞(1)
- 清华独舞(2)
- 常青指路

第二场：清华控诉，参加红军
- 娘子军连连歌 (向前进，向前进)
- 集体舞
- 娘子军集体射击舞
- 小战士独舞
- 赤卫队员五寸刀舞
- 大集体舞
- 清华到达红军营地
- 清华独舞

第三场：里应外合，夜袭匪巢
- 丫头们的舞蹈
- 黎族舞
- 团丁大刀舞
- 开仓分粮

第四场：党育英雄，军民一家
- 常青独舞
- 清华独舞
- 连长、清华双人舞
- 快乐的女战士
- 斗笠舞（万泉河水清又清）
- 连长、清华双人舞
- 常青和男红军的舞蹈
- 集体舞

第五场：山口阻击，英勇杀敌
- 清华和战士们的集体舞
- 清华和团丁对打的舞蹈
- 红旗舞
- 常青、二战友的战斗舞蹈
- 常青和二匪兵对打的舞蹈

过  场：排山倒海，乘胜追击
- 红军战士的集体舞
- 战士们飞跃前进(同步劈叉大跳)

第六场：踏着先烈的血迹，前进！前进！
- 南霸天、老四的舞蹈
- 常青独舞
- 常青就义
- 解放
- 清华、连长双人舞
- 悼念洪常青
- 清华接任党代表
- 踏着先烈的血迹前进(集体造型)

### 相关人物
- 江青（1915－1991）：文革后被当作“四人帮”一员被捕入狱。1991年自杀身亡。
- 刘庆棠（1932－2010）：与江青关系融洽，官至文化部副部长（1974年），利用其权势玩弄了不少女性。[3]文革后先是被隔离审查，后被判了17年徒刑。被关押在秦城监狱时和妻子离婚。因患了肝硬化保外就医。回老家辽宁盖县，其间还抛弃了一个照顾他的女人[4]。再后来刑满后任广州某大学艺术学院名誉院长、舞蹈系负责人，编排了芭蕾舞剧《岳飞》[5]。
- 白淑湘（1939－）：因父亲是国民党军人，文革中被批斗，送北京郊区小汤山劳动改造。文革后1977年，白淑湘以吴琼花的形象再次登上舞台，到50岁那年（1989年）因年龄因素退居幕后。现任中国文联副主席、中国舞蹈家协会主席、全国政协委员。
- 吴祖强（1927－2022）：文革开始受到冲击，其署名权被剥夺。文革后复出，现任全国政协常委，中国音乐家协会名誉主席，中央音乐学院名誉院长。
- 梁信（1926－2017）：2012年，他的女儿梁丹妮和女婿冯远征帮助他对中央芭蕾舞团提起诉讼，争取版权收益。[6][7]

### 著作权诉讼
1964年北京舞蹈学校实验芭蕾舞剧团（中央芭蕾舞团前身）改编时，中国尚无完备的知识产权法律体系。1990年《中华人民共和国著作权法》方才公布并于次年6月开始实施。1993年6月，电影剧本作者梁信与中央芭蕾舞团补订协议，确认芭蕾舞剧《红色娘子军》改编自同名电影剧本；改编得到了梁的应允与帮助。中央芭蕾舞团依协议给付梁信人民币五千元作为报酬，并应履行署名义务；梁信则不再授权他人进行以舞剧形式的改编。据当时的《著作权法》第26条，著作权许可使用合同的有效期限不超过十年。
因2003年6月以后双方未再续约，2011年梁信将中央芭蕾舞团诉至北京市西城区人民法院，要求中央芭蕾舞团停止演出《红色娘子军》、赔礼道歉并赔偿损失。2015年5月18日，西城法院做出判决，认定改编著作权许可于1964年即已取得；双方在1993年订立并于2003年期满的协议为给付报酬的约定；中央芭蕾舞团存在未履行署名义务的行为。判决要求中央芭蕾舞团向梁信支付报酬及合理诉讼支出人民币十二万元，并就未署名的行为书面道歉。双方均不服判决诉至北京知识产权法院。同年12月28日，北京知识产权法院驳回双方上诉维持原判。
判决生效后，中央芭蕾舞团拒绝执行。2016年5月，梁信向西城法院申请强制执行。2017年1月28日，梁信去世。12月27日，西城法院再次向中央芭蕾舞团送达执行通知书，但中央芭蕾舞团仍拒绝执行。次日，西城法院对中央芭蕾舞团强制执行划扣款项人民币138,763元（含利息14,763元及执行费和案件受理费四千元），并称将继续强制执行舞团未履行的道歉义务。其后中央芭蕾舞团发表声明，斥责梁信及其女梁丹妮夫妻背信毁约；北京西城法院、知识产权法院和高级法院枉法裁判，当事法官孙敬为“劣质法官”，威胁要进行上访。2018年1月，西城法院回應舞團聲明指，舞團一直沒有履行相關法律義務；最高人民法院亦發表以「蔑視法律者舞姿再優美，也會形象掃地」為題的文章，批評攻擊有效判決，已屬違法。但最高法在同年5月下发通知，以“维护党和国家利益、社会公共利益”为由，指示中国各级法院在审理类似报酬纠纷案件时，不得判令红色经典作品停止表演或者演出。

## 其他艺术形式
电影《红色娘子军》
- 谢晋导演，祝希娟、王心刚、陈强、向梅主演

京剧《红色娘子军》
- 杜近芳主演
- 著名唱段：打不死的吴清华我还活在人间、见到了红旗见到了党、永葆这战斗青春
- 彩色舞台艺术影片《现代芭蕾舞剧红色娘子军》和《革命现代京剧红色娘子军》
- 多次各种邮票以此为主题。
- 多种小人书以此为主题。

## 影響
一般認為，紅色娘子軍是全世界範圍知名度最高的中國芭蕾舞劇。
崔永元與专栏作家张晓舟表示，《红色娘子军》對當時的中國人產生性启蒙的作用。
1974年法国电影《中國人在巴黎》中的剧中剧《卡门》使用了大量的《红色娘子军》的原素。

## 现况
- 近年来芭蕾舞剧《红色娘子军》时常被演出。自1992年中央芭蕾舞團重排的芭蕾舞《红色娘子军》一直演出到今天，演员已经五代。2007年7月1日中央芭蕾舞團在香港文化中心劇院演出，慶祝香港回歸十週年。
- 2003年长篇小说《红色娘子军》，作者晓剑、郭小东
- 2004年电视连续剧《红色娘子军》，总制片人周游，主演殷桃、王伟、刘佩琦等。
- 2014年芭蕾舞剧《红色娘子军》登上央视春晚。

## 画像

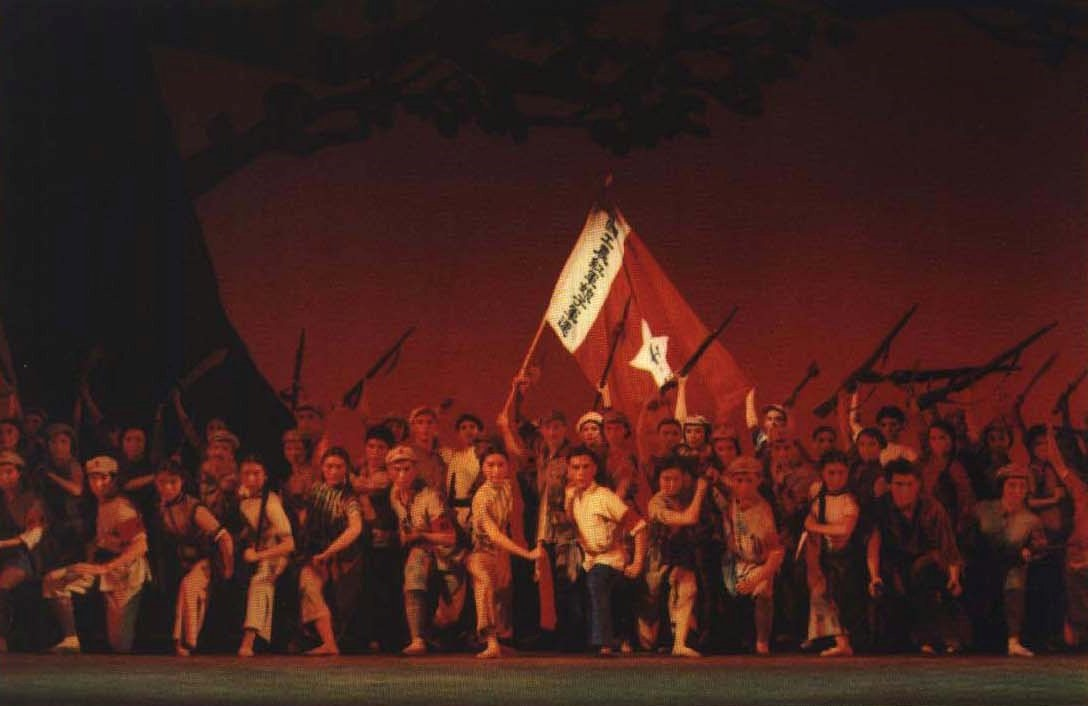
1965年 红色娘子军
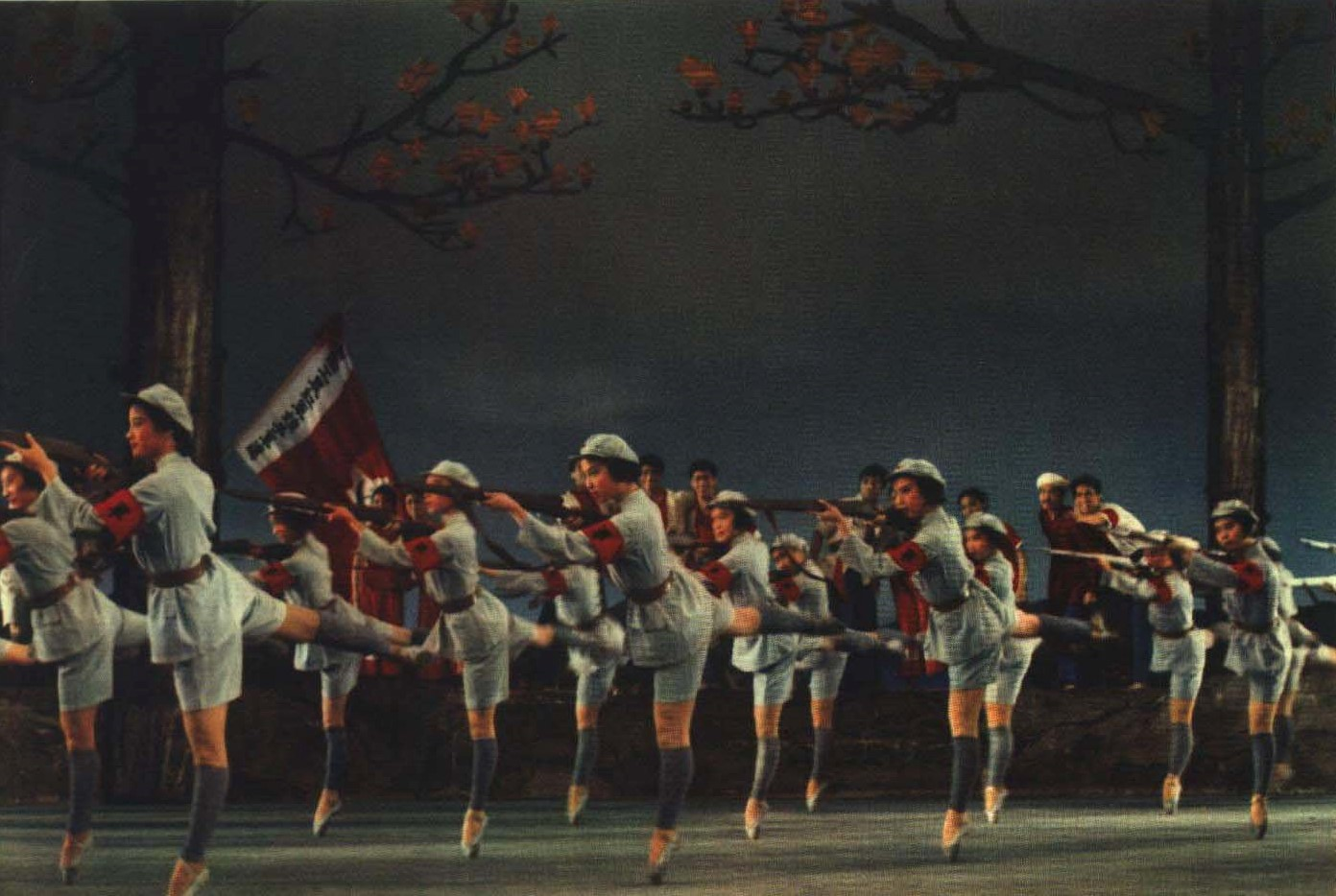
1965年 红色娘子军
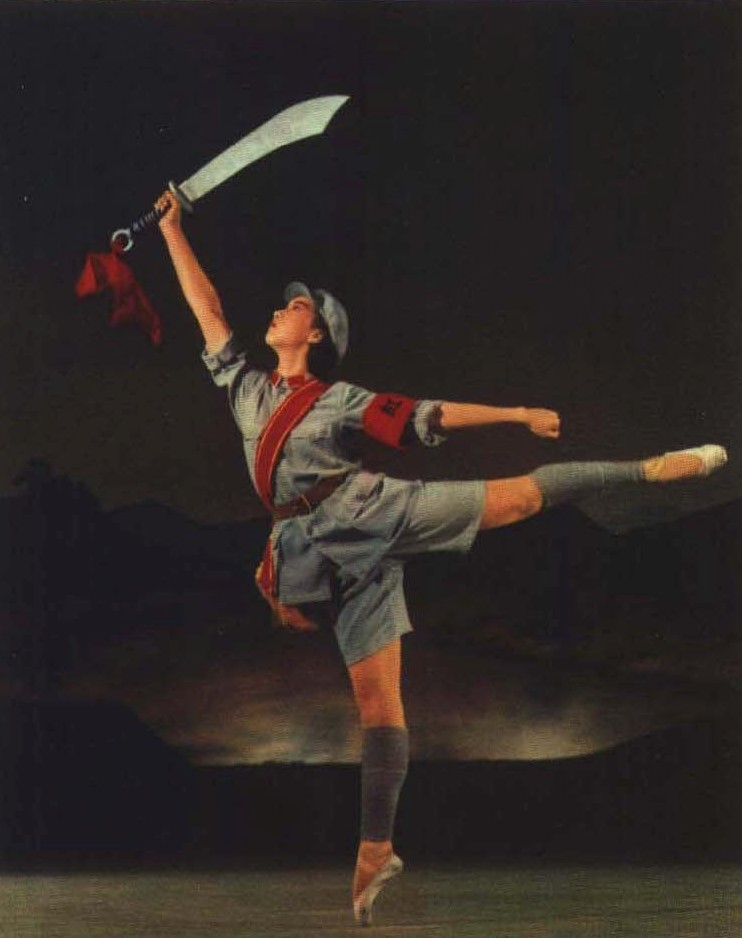
1965年 红色娘子军
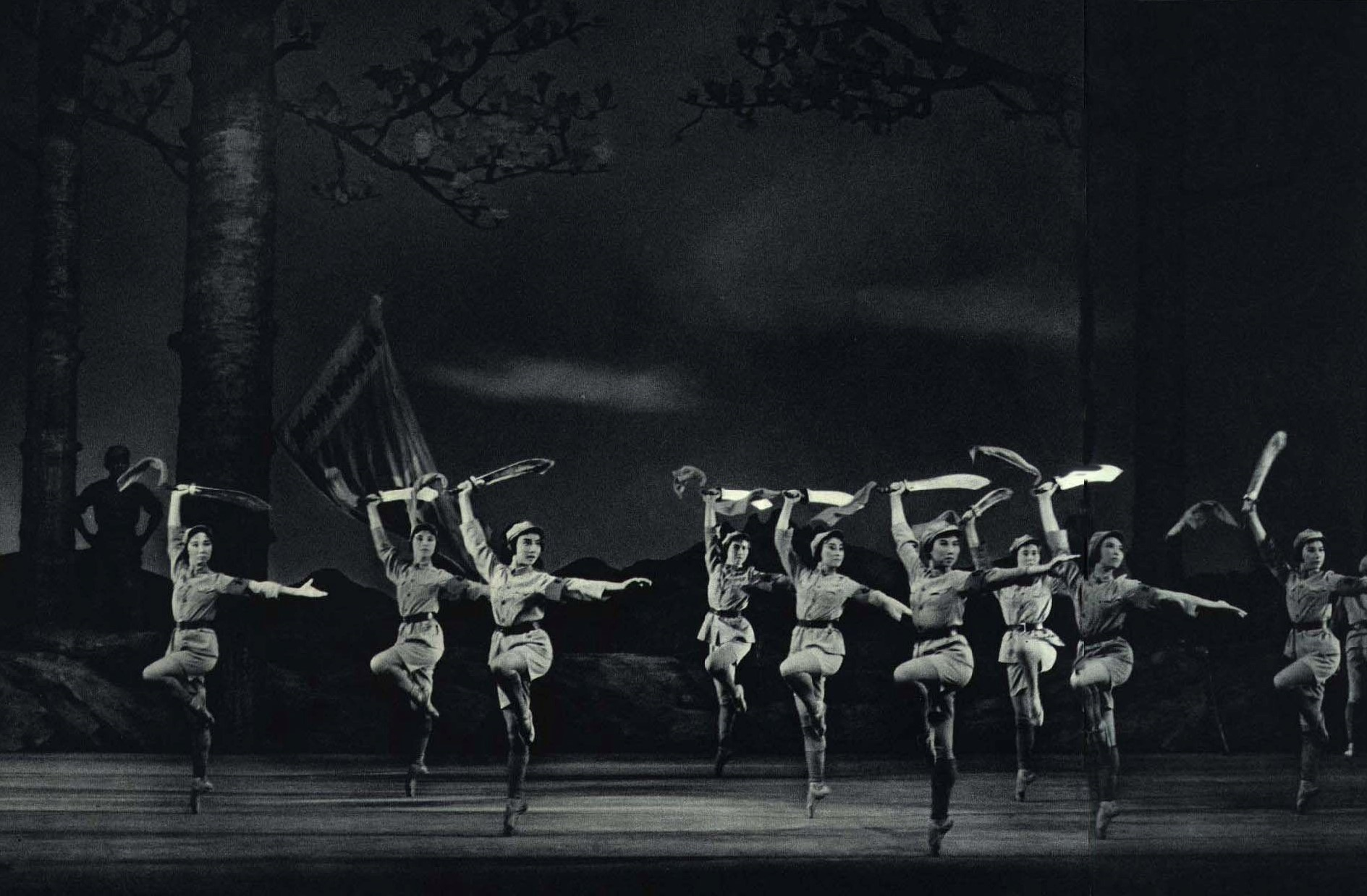
1967年 红色娘子军
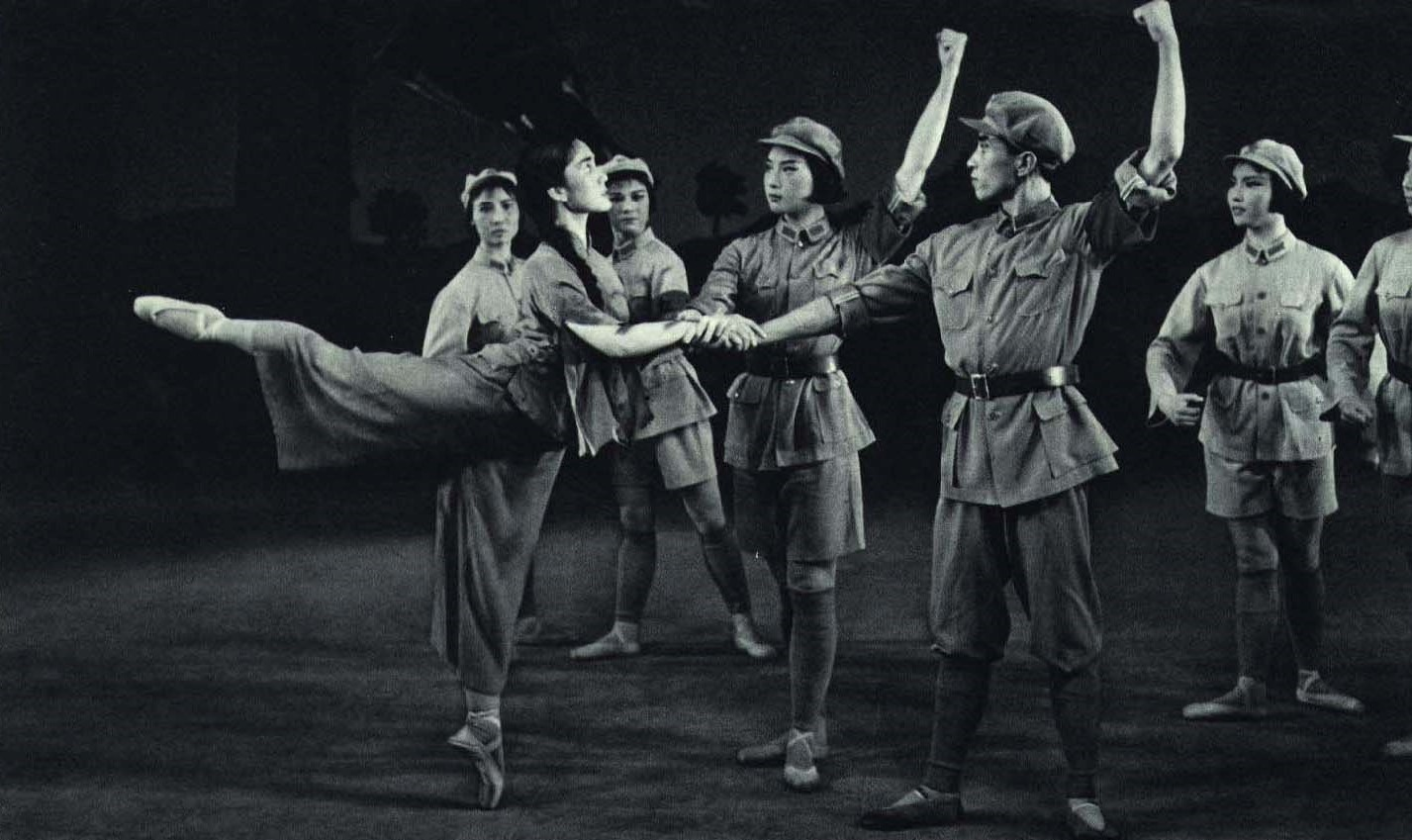
1967年 红色娘子军
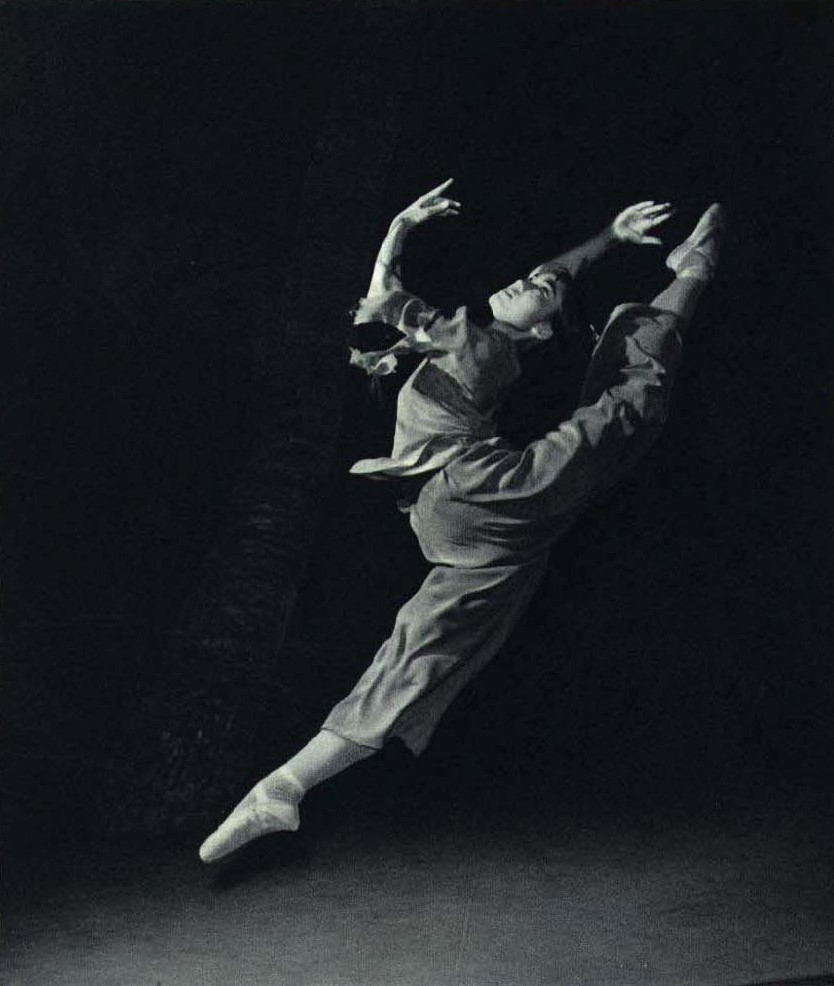
1967年 红色娘子军